# Francisco Morato
Francisco Morato é um município brasileiro do estado de São Paulo, localizado na Região Metropolitana de São Paulo, e segundo a última divisão regional feita pelo IBGE está localizado na Região Geográfica Imediata de São Paulo. Pertence a Sub-Região Norte da Região Metropolitana de São Paulo, em conformidade com a lei estadual nº 1.139, de 16 de junho de 2011 e, consequentemente, com o Plano de Desenvolvimento Urbano Integrado da Região Metropolitana de São Paulo (PDUI).
A população segundo o censo feito pelo IBGE em 2022 era de 165.139 habitantes e tem a área de 49,001 km², o que resulta numa densidade demográfica de 3.370 hab/km². Tornou-se município em 1965, quando se emancipou de Franco da Rocha.
O município é servido pelos trens da linha 7 do Trem Metropolitano de São Paulo.

## História
A cidade surgiu com o nome de povoado de Vila Belém. O povoado era a sede da Cia Fazenda Belém na época da construção da E.F. Santos a Jundiaí na segunda metade do século XIX. Posteriormente as terras foram compradas pelo Barão de Mauá e utilizadas como acampamento para os operários que trabalharam na construção do túnel sob a serra que liga a cidade de Francisco Morato com o Município de Campo Limpo Paulista.
No início do século XX, a então Vila Bethlém tornou-se temporariamente entreposto de produtos agrícolas vindos de cidades da região e do sul de Minas Gerais, rota que mais tarde foi alterada com a construção do túnel de Campo Limpo Paulista-SP. De acordo com pesquisas realizadas na época a cidade tinha uma pequena população de 5.000 pessoas.
Contudo, o então distrito de Franco da Rocha, já com ambição de se emancipar para município, tinha a restrição de que as leis brasileiras não permitiam que houvesse no país duas cidades com o mesmo nome, na então situação Belém-PA frente a Vila Bethlém-SP. Assim, o nascedouro município paulista foi obrigado a alterar seu nome. Foi então que foi sugerido as autoridades locais que recebesse o nome de Francisco Morato, sugestão dada pela Faculdade de Direito do Largo São Francisco, onde o professor Francisco Morato havia lecionado. A proposta foi acolhida pela Câmara Municipal de Franco da Rocha, o distrito de Francisco Morato, tendo a emancipação sido ocorrida no dia 21 de março de 1965, que foi seguida de um plebiscito no distrito e mais tarde aprovada pela Assembleia Legislativa do Estado de São Paulo. Francisco Morato, era um político, advogado e professor da Universidade de São Paulo e um homem de notáveis realizações.
A partir da década de 1980, começou a crescer sua população por conta da chegada de muitas pessoas vindas do interior do estado de São Paulo e de outras unidades federativas para trabalhar na capital paulista.
Nessa época, a cidade passou a ser considerada uma cidade-dormitório , caracterizada pelo movimento pendular de sua população que em sua grande maioria sai de manhã para trabalhar na capital e retorna somente a noite. Tal movimento foi possibilitado pela linha de trem da CBTU, repassada do governo federal para o governo paulista em 1994, quando foi criada a CPTM. Assim como a rede de transporte ferroviária que servia a cidade na época, a infraestrutura da cidade também era precária, muitas ruas sem asfaltamento, esgotos a céu aberto e falta de hospitais e escolas contribuíam para o fato de a cidade não ter alcançado um crescimento significativo assim como os outros municípios da região.
A economia da cidade passou a ter uma vocação mais comercial. Um dos grandes problemas da cidade é a falta de empregos o que força os habitantes a trabalharem na capital paulista ou nos municípios vizinhos. Como fonte de renda os comerciantes locais do município investiram muito na área central por mais acessibilidade aos clientes.
A cidade ainda carece de empresas de grande porte, praticamente toda sua economia gira em torno do comércio local que se baseia em lojas de vestuário, calçados, alimentação e serviços.
Mesmo com todos os avanços a cidade ainda é considerada uma das mais carentes da grande São Paulo.

## Demografia

### População
| Crescimento populacional                             | Crescimento populacional | Crescimento populacional | Crescimento populacional |
| Ano                                                  | População Total          |                          | %±                       |
| ---------------------------------------------------- | ------------------------ | ------------------------ | ------------------------ |
| 1970                                                 | 11 231                   |                          | —                        |
| 1980                                                 | 28 537                   |                          | 154,1%                   |
| 1991                                                 | 83 885                   |                          | 194,0%                   |
| 2000                                                 | 133 738                  |                          | 59,4%                    |
| 2010                                                 | 154 472                  |                          | 15,5%                    |
| 2022                                                 | 165 139                  |                          | 6,9%                     |
| Est. 2024                                            | 171 107                  | [ 10 ]                   | 3,6%                     |
| Fontes: Censos Demográficos IBGE e Estimativas SEADE |                          |                          |                          |

### Dados demográficos
Dados do Censo - 2010
Densidade demográfica (hab./km²): 2718,25
Mortalidade infantil até 1 ano (por mil): 22,51
Expectativa de vida (anos): 68,02
Taxa de fecundidade (filhos por mulher): 3,77 (filhos por homem): 0,02
Taxa de alfabetização: 96%
Índice de Desenvolvimento Humano (IDH-M): 0,738
- IDH-M Renda: 0,636
- IDH-M Longevidade: 0,717
- IDH-M Educação: 0,862

(Fonte: IPEADATA)

## Geografia
Situado na latitude 23° 16' 48'' sul e na longitude 46° 44' 36'' oeste. Faz divisa com Mairiporã ao leste; Campo Limpo Paulista e Atibaia ao norte; Franco da Rocha ao sul e oeste.
O clima da cidade, como em toda a Região Metropolitana de SP, é o Subtropical. Verão pouco quente e chuvoso. Inverno ameno e sub seco. A média de temperatura anual gira em torno dos 18 °C, no verão é comum a ocorrência de fortes chuvas acompanhadas às vezes de fortes rajadas de vento e eventuais quedas de granizo, as temperaturas frequentemente ultrapassam os 27 °C. O inverno é frio para os padrões brasileiros, com uma média das temperaturas mínimas ao redor de 11 °C no mês de julho. Geadas podem ocorrer em dias de inverno rigorosos, onde a temperatura pode ficar abaixo de zero, principalmente nos bairros mais elevados da cidade. O mês mais chuvoso é janeiro, com média de 270mm e o menos chuvoso é agosto, com média de 44mm, a pluviosidade média anual gira em torno de 1641mm.
Fica a aproximadamente 800 metros acima do nível do mar e a área do município é de 49,2 km². Os rios que cruzam a cidade são os ribeirões Tapera Grande e Euzébio Matoso.
O município de Francisco Morato localiza-se na parte Norte-Noroeste da Grande São Paulo, fica a 30,5 km em linha reta da capital do Estado, 43 km por ferrovia e 45 por rodovia.
A cidade é servida pela Rodovia Tancredo de Almeida Neves (SP-332), a antiga Estrada Velha de Campinas, através de um acesso rodoviário (SPA-042/332 – Rodovia Manoel Silvério Pinto) e a Linha 7–Rubi, além de ter Acesso a Rodovia Fernão Dias pela Continuação da Avenida Paulo Brossard e pela Estrada Etorre Palma.

#### Feriados Municipais
21/03 – Emancipação municipal (Antes distrito de Franco da Rocha – 1965) Paixão de Cristo 8º dia após Corpus Christi – Sagrado Coração de Jesus (Padroeiro)
23/06 – Celebração do Padroeiro de Francisco Morato
20/11 – Dia da Consciência Negra

## Infraestrutura
No dia 11 de março de 2016 Francisco Morato sofreu com deslizamentos, soterramentos e alagamentos. Nesse período houve aproximadamente onze fatalidades devido a deslizamentos em algumas localidades com condições precárias. No mesmo dia Franco da Rocha, cidade vizinha de Francisco Morato, ficou debaixo d'água devido a vazão da represa Paiva Castro, o mesmo ocorreu em Mairiporã e Caieiras. Notadamente, no município de Francisco Morato, o pouco investimento em obras de saneamento básico e infraestrutura urbanística por parte do poder público, foram fatores determinantes para o agravamento da tragédia decorrente da intempérie.

### Transportes
Como investimentos em infraestrutura podemos citar o término das obras em 2016, do terminal de ônibus urbano, anexo à estação de trens. Estação essa que foi entregue em 2020, após 15 anos em obras. A nova estação de Francisco Morato possui 6 mil m² de área construída, três plataformas, cinco escadas rolantes, dois acessos externos, dois túneis sob a via férrea para a circulação de passageiros e está localizada ao lado do terminal de ônibus do município.
Durante os anos anteriores à entrega, existiu uma estação provisória que sempre foi duramente criticada por não oferecer acessibilidade moderna aos usuários portadores de necessidades especiais.
Um problema de infraestrutura da cidade é seu difícil acesso por via rodoviária, o que dificulta a instalação de um parque industrial. Mesmo com melhorias na Rodovia Tancredo Neves, antiga estada velha de Campinas, tal estrada não comporta trânsito pesado. Visando resolver esse problema se cogita criar uma alça de acesso para a rodovia Fernão Dias, o que pode possibilitar a criação de um parque industrial pelo fato de que existe grandes áreas livres na cidade e essa ligação deixaria ligação da cidade à capital bem mais rápida.
Atualmente a cidade conta com um plano de revitalização do centro e adaptação do entorno do terminal urbano para o trânsito dos ônibus. Projetos esses que visam melhorar o trânsito da cidade, trazendo mais qualidade de vida para os moratenses, juntamente a outros projetos quem constam no plano diretor do município para o período 2006-2015. No mês de Julho de 2020 o novo prédio da prefeitura foi inaugurado e no mês de Agosto está previsto a entrega e inauguração da nova estação de trem da cidade, depois de mais de dez anos de obras paralisadas e inacabadas por parte das gestões anteriores.

### Comunicações
O sistema de telefones automáticos foi inaugurado na cidade em 1978 pela Telecomunicações de São Paulo (TELESP), que também implantou o sistema de discagem direta à distância (DDD) em 1978 com o código de área (011). Anteriormente a cidade era atendida pela Companhia Telefônica Brasileira (CTB).

### Educação
A cidade possui uma ETEC inaugurada em 2010, onde são ministrados cursos técnicos, Ensino Médio Integrado ao técnico em Informática, Ensino Médio Integrado ao técnico em logística, Administração e os técnicos de desenvolvimento de sistemas, administração e contabilidade. No município existe também a faculdade de setor privado da extensão Facamp, intitulada como Fframo (Faculdade de Tecnologia de Francisco Morato) Existem também polos EAD da Unip, Faculdades Anhanguera, Faculdade Cruzeiro do Sul e a Faculdade Freire.
Em 2011 a presidente Dilma Rousseff anunciou a construção de um campus do Instituto Federal de Educação, Ciência e Tecnologia de São Paulo-IFSP, primeira instituição de ensino superior pública a se instalar na cidade. A inauguração do campus estava prevista para até 2014 com a perspectiva de oferecer o curso superior de tecnologia em análise e desenvolvimento de sistemas, o curso com maior número de inscritos na seleção do SESU, porém a promessa não se cumpriu.

## Cultura
A cultura da cidade de Francisco Morato é vista de maneira singular, principalmente por sua história, fator esse que caracterizou a cidade como "melodia" tendo uma das corporações musicais mais antigas do Brasil, a Corporação Musical Rogério Levorin.
A Cidade conta com um Conselho Municipal de Cultura, empossado dia 19 de Janeiro de 2008, com o Conselho da Comunidade negra, com diversos grupos de Dança/Teatro e Música e com uma orquestra (A Orquestra Experimental Pró-Morato) criada e mantida pela Associação Cultural Comunitária Pró-Morato.
Dentre os movimentos culturais existentes na cidade, destaque para a atividade dos Núcleos de Ação Cultural (NAC), que desenvolve projetos relacionados a manifestações artísticas na cidade e região; para a ação da Pró-Morato (projetos de capacitação para o mercado de trabalho e bem estar social ); IDES (projetos de capacitação profissional e oficinas culturais); e para o Movimento Animorato , que tem se tornado uma opção para toda região como feira cultural voltada para cultura japonesa, desenho, quadrinhos e animação.
Deve-se também considerar a atuação de grupos que desenvolvem a arte teatral, como o Animaloco em atuação desde 2002 o grupo Girandolá, que também tem levado espetáculos a vários festivais de teatro do Estado e em espaços culturais diversos, como SESCs e Teatros Municipais e grupos independentes de teatro formados na Casa De Cultura Vinicius De Moraes.
O Concurso de Fanfarras e Bandas Marciais de Francisco Morato, Confraframo, é o maior concurso de Fanfarras e Bandas Marciais do Estado de São Paulo. O evento dura cerca de 15 horas e recebe fanfarras e bandas de todo o Brasil.
Abriremos um tópico relevante na parte cultural que vai citar os grupos culturais da região, alguns grupos e trupes ativas até o momento na cidade, e que fazem parte da história da cidade a pelo menos três décadas, segue a lista com alguns deles:
- Animaloco Produções
- Casa Realejo de Teatro
- Girandolá
- Grupo Teatral Art&Faces

## Religião
Igrejas:
- Paróquia Cristo Ressuscitado
- Paróquia Imaculada Conceição
- Paróquia Nossa Senhora de Fátima
- Paróquia São Vicente de Paulo[23]

## Filhos ilustres
- Andrew Eric Feitosa
- Felipe Rodrigues da Silva